# 井上貞衛
井上 貞衛（いのうえ さだえ、1886年（明治19年）11月5日 - 1961年（昭和36年）10月26日）は、日本の陸軍軍人。最終階級は陸軍中将。

## 経歴
熊本県出身、本籍は高知県。熊本県警部・井上作郎の三男として生れる。中学済々黌を中退、熊本陸軍地方幼年学校、中央幼年学校を経て、1908年5月、陸軍士官学校（20期）を卒業、同年12月、歩兵少尉に任官し、歩兵第53連隊付となった。
歩兵第44連隊中隊長としてシベリア出兵に参加。同連隊大隊副官、第11師団司令部付、同師団副官、歩兵第12連隊大隊長、歩兵第10旅団副官、横浜高等工業学校配属将校、独立守備歩兵第3大隊長、歩兵第5連隊長などを経て、1939年3月、陸軍少将に進級。
第33歩兵団長、台湾軍司令部付、台湾軍兵務部長などを歴任し、1942年4月、陸軍中将に昇進。第69師団長として、中国山西省方面で活動。1943年10月、第14師団長となり満州に駐屯。しかし、南太平洋戦線の戦局悪化により1944年2月、南方に派遣されパラオ諸島方面の守備を担当した。配下の歩兵第2連隊（および歩兵第15連隊第2大隊・第3大隊）はペリリュー島で、歩兵第59連隊第1大隊はアンガウル島において米軍と激戦を行い全滅した（ペリリューの戦い・アンガウルの戦い）。師団主力は米軍との交戦は無かったが空襲と飢餓で多くの損害を出し終戦を迎えた。
1945年（昭和20年）9月2日、降伏文書に調印した。
1946年（昭和21年）3月に復員。1947年（昭和22年）11月28日、公職追放仮指定を受けた。その後、GHQよりBC級戦犯指定を受けて逮捕された。容疑はパラオで捕虜になった米軍機搭乗員3名を処刑するように命じたというものである。グアム島で行われた戦犯裁判の結果、1949年4月、死刑判決を受けた。1951年1月3日、終身刑に減刑された後に釈放された。

## 栄典
位階
- 1909年（明治42年）3月1日 - 正八位[7]
- 1912年（明治45年）3月1日 - 従七位[8]
- 1917年（大正6年）3月20日 - 正七位[9]
- 1922年（大正11年）4月20日 - 従六位[10]
- 1927年（昭和2年）5月16日 - 正六位[11]

勲章
- 1940年（昭和15年）8月15日 - 紀元二千六百年祝典記念章[12]
- 1942年（昭和17年）6月3日 - 勲一等瑞宝章[13]

外国勲章佩用允許
- 1936年（昭和11年）7月10日 - 満州帝国：勲三位景雲章[14]

## 家族
- 弟 平尾道雄（歴史家）[1]